# Upton and North Elmsall

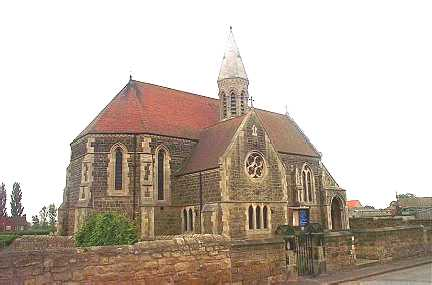
North Elmsall

Upton and North Elmsall är en civil parish i distriktet Wakefield, i grevskapet West Yorkshire, i England. Civil parish är belägen 9 km från Pontefract. Civil parishen inrättades den 1 april 2023 från Hemsworth, North Elmsall och Upton.